# Антипов Михайло Васильович
Михайло Васильович Анти́пов (нар. 18 листопада 1944, Маріуполь — пом. 2015) — український живописець; член Спілки радянських художників України з 1990 року та Маріупольської організації Спілки художників України з 1995 року.

## Біографія
Народився 18 листопада 1944 року в місті Маріуполі (нині Україна). 1969 року закінчив Саратовське художнє училище, де навчався у Володимира Гурова, Рифада Батаршина, Валентина Успенського.
З 1969 року працював у Маріуполі, з 1976 року — на Донецькому художньо-виробничому комбінаті. Жив у Маріуполі в будинку на вулиці Тесленка, № 93, потім в будинку на вулиці Мамина-Сибіряка, № 36, квартира 122. Помер у 2015 році.

## Творчість
Працював у галузі станкового живопису, автор пейзажів, натюрмортів. 
На його полотнах представлена вся географія творчих подорожей автора, є, звичайно, і місцеві зарисовки – багато робіт він виконав у себе на дачі в околицях Гурзуфа. Відзначаючи незвичайну техніку виконання картин Михайла Антипова, які іноді позбавлені насиченої, хімічної яскравості акрилу, колеги зазначали, що Михайло Васильович працював старими олійними, земляними фарбами природного походження, а в своїй техніці намагався «брати» не стільки кольором, скільки передачею тону: «Через весь його живопис проходить розуміння того, що тон важливіший, ніж колір. Колір лише акцентує увагу на тих чи інших деталях, доповнює роботу». 
Працював у Маріуполі на Донецькому художньо-виробничому комбінаті (1969). У 1975 році Михайло Антипов прийшов у Художній фонд, що існував при Союзі художників СРСР. Система цього фонду допомагала багатьом діячам образотворчого мистецтва вирішувати різні економічні та побутові питання, організовувати виставки тощо.
Серед робіт:
- «Калина червона» (1977);
- «Гілка жасмину» (1979);
- «Подих весни» (1989);
- «Подвір'я діда» (1989);
- «На річці Снов» (1989);
- «Ніч» (1990);
- «Сутінки в Гурзуфі» (1990);
- «Місячна долина» (1994);
- «Терен» (1994);
- «Манґишлацька затока» (1996);
- «Степ Приазов'я» (1997, полотно, олія);
- «Глід» (1997);
- «Натюрморт» (1997, полотно, олія);
- «Літо» (1997);
- «Сива ковила» (1998);
- «В полі, на Саур-Могилі» (1999);
- «Мальви» (1999);
- «Липневий ранок» (2000).

Брав участь у всеукраїнських виставках.